# 尤寧縣 (俄亥俄州)
尤寧縣（英語：Union County，又譯作聯合縣）是美国俄亥俄州中部的一個縣，面積1,132平方公里。根據2020年美國人口普查，共有人口62,784人。縣治马里斯维尔（Marysville）。該縣成立於1820年1月10日。本縣由洛根縣、特拉華縣、富蘭克林縣和麥迪遜縣的部分土地合成，縣名亦由此得來。